# Hortobágy (vas)
Hortobágy je vas na Madžarskem, ki upravno spada pod podregijo Balmazújvárosi Županije Hajdú-Bihar. Leži na ozemlju velike madžarske nižine, v narodnem parku Hortobágy.